# 충정로역
충정로(경기대 입구)역(Chungjeongno(Kyonggi University), 忠正路(京畿大入口)驛)은 서울특별시 서대문구 충정로3가에 있는 2호선(243)과 5호선(531)의 환승역이다. 
역명은 충정로에서 유래하였으며, 5호선은 충정로 (종로 방향)에, 2호선은 서소문로 (시청 방향)에 있다. 
유상병기역명은 경기대입구로, 인근에 경기대학교가 있으며, 마포구하고도 가깝다.

## 역사
- 1983년 6월 30일 : 충정로역으로 역명 결정[1]
- 1984년 5월 22일 : 서울 지하철 2호선 서울대입구 ~ 을지로입구 구간 개통과 함께 영업 개시 (출구 6개)
- 1996년 12월 30일 : 서울 지하철 5호선 여의도역~왕십리역 구간 개통으로 환승역이 됨 (출구 10개로 확장)
- 2019년 : 시호 충정공 故 민영환 선생의 이름을 딴 역으로 운영

## 역 구조
두 노선 모두 곡선 구조의 섬식 승강장으로, 출구는 총 10개다. 
2호선과 5호선 모두 승강장과 열차 사이의 간격이 넓은 곡선 승강장이므로, 승하차시 발빠짐에 주의해야 한다 

### 2호선 승강장
| 아현 ↑   |
| 내 외 \| |
| ↓ 시청   |

| 내선 | ● 서울 지하철 2호선 | 시청 · 을지로4가 · 신당 · 성수 방면        |
| 외선 | ● 서울 지하철 2호선 | 신촌 · 홍대입구 · 영등포구청 · 신도림 방면 |

### 5호선 승강장
| 애오개 ↑ |
| 하 상 \| |
| ↓ 서대문 |

| 상행 | ● 수도권 전철 5호선 | 공덕 · 여의도 · 신길 · 까치산 · 화곡 · 김포공항 · 방화 방면    |
| 하행 | ● 수도권 전철 5호선 | 광화문 · 종로3가 · 동대문역사문화공원 · 하남검단산 · 마천 방면 |

### 환승
2호선에서 5호선으로 갈 때 2호선 승강장에 있는 중앙 오름 계단으로 올라간 다음, 2호선 대합실과 5호선 대합실을 잇는 통로를 이용한다. 
이 환승 통로는 직선이 아니고 커브가 있으며 경사가 있다. 
5호선의 경우 역이 깊어 2호선에서 5호선으로 갈 때 커브길 환승 통로를 거친 다음에 3층을 더 내려가야 5호선 승강장이 나온다. 
5호선 측 승강장은 지하 5층에, 2호선 측 승강장은 지하 3층에 위치한데다 환승 통로는 지하 2층에 위치하고 있어 수직 이동 거리도 상당하며, 환승 통로를 통한 수평 이동 거리도 2호선, 8호선의 환승역 잠실역하고 비슷한 정도로 긴 편이다. 
따라서 커브길 환승 통로를 거쳐서 나오는 5호선 내리막길 입구에 있는 엘리베이터를 쓰는 게 좋을 정도로 환승이 불편한 역이다. 
5호선은 고심도로 인해 상대적으로 이용하기 불편하여 2호선에 비해 이용률이 낮다.
동대문역사문화공원역에서의 5호선-4호선과 종로3가역에서의 5호선-3호선도 비슷한 방식의 환승이다.

## 역 주변
1번 출구 
- 충정로삼거리
- 종근당

2번 출구 
- 충정로3가

3번 출구 
- 서울특별시상수도사업본부
- 주한 프랑스 대사관
- 서소문고가도로 (2025년 9월 21일 철거)

4번 출구 
- 의주로2가
- 한국경제신문
- 서소문역사공원

5번 출구 
- 중림동
- 서울봉래초등학교
- 손기정체육공원

6번 출구 
- 아현동
- 서울특별시상수도사업본부 민원센터(서부,중부)
- 아현동가구상가

7번 출구 
- 북아현동
- 아현동가구상가
- 서울시수어통역센터지원본부

8번 출구 
- 경기대학교
- 동아일보 충정로사옥
- 충정로지구대

9번 출구 
- 합동
- 서울미동초등학교
- 서대문사거리 방면

10번 출구 
- 충정로삼거리
- 종근당

## 이용객 변동
| 노선  | 노선   | 일평균 인원수 (명/일) | 일평균 인원수 (명/일) | 일평균 인원수 (명/일) | 일평균 인원수 (명/일) | 일평균 인원수 (명/일) | 일평균 인원수 (명/일) | 일평균 인원수 (명/일) | 일평균 인원수 (명/일) | 일평균 인원수 (명/일) | 일평균 인원수 (명/일) | 각주  |
| 노선  | 노선   | 2000년                | 2001년                | 2002년                | 2003년                | 2004년                | 2005년                | 2006년                | 2007년                | 2008년                | 2009년                | 각주  |
| ----- | ------ | --------------------- | --------------------- | --------------------- | --------------------- | --------------------- | --------------------- | --------------------- | --------------------- | --------------------- | --------------------- | ----- |
| 2호선 | 승차   | 8,305                 | 9,298                 | 10,122                | 10,748                | 11,247                | 11,007                | 11,127                | 11,450                | 11,191                | 11,378                | [ 2 ] |
| 2호선 | 하차   | 8,654                 | 9,647                 | 10,479                | 11,290                | 11,806                | 11,605                | 11,822                | 12,199                | 11,922                | 12,362                | [ 2 ] |
| 2호선 | 승하차 | 16,959                | 18,945                | 20,601                | 22,038                | 23,053                | 22,611                | 22,949                | 23,649                | 23,113                | 23,740                | [ 2 ] |
| 5호선 | 승차   | 4,538                 | 4,098                 | 3,826                 | 3,606                 | 3,865                 | 3,885                 | 3,967                 | 3,988                 | 3,901                 | 3,952                 | [ 3 ] |
| 5호선 | 하차   | 4,200                 | 3,665                 | 3,569                 | 3,467                 | 3,717                 | 3,790                 | 3,878                 | 3,928                 | 3,850                 | 3,991                 | [ 3 ] |
| 5호선 | 승하차 | 8,738                 | 7,763                 | 7,394                 | 7,073                 | 7,582                 | 7,675                 | 7,845                 | 7,917                 | 7,751                 | 7,944                 | [ 3 ] |
| 노선  | 노선   | 2010년                | 2011년                | 2012년                | 2013년                | 2014년                | 2015년                | 2016년                | 2017년                | 2018년                |                       |       |
| 2호선 | 승차   | 11,818                | 11,833                | 12,538                | 12,445                | 11,928                | 11,463                | 11,690                | 11,503                | 11,230                |                       |       |
| 2호선 | 하차   | 12,616                | 12,440                | 13,244                | 13,279                | 12,897                | 12,357                | 12,627                | 12,252                | 11,901                |                       |       |
| 2호선 | 승하차 | 24,434                | 24,273                | 25,782                | 25,724                | 24,826                | 23,820                | 24,317                | 23,755                | 23,131                |                       |       |
| 5호선 | 승차   | 4,063                 | 4,097                 | 4,514                 | 5,082                 | 4,921                 | 4,751                 | 4,672                 | 4,573                 | 4,488                 |                       |       |
| 5호선 | 하차   | 4,110                 | 4,213                 | 4,690                 | 5,299                 | 5,174                 | 4,938                 | 4,771                 | 4,624                 | 4,533                 |                       |       |
| 5호선 | 승하차 | 8,173                 | 8,310                 | 9,204                 | 10,381                | 10,095                | 9,689                 | 9,443                 | 9,197                 | 9,021                 |                       |       |

## 사진

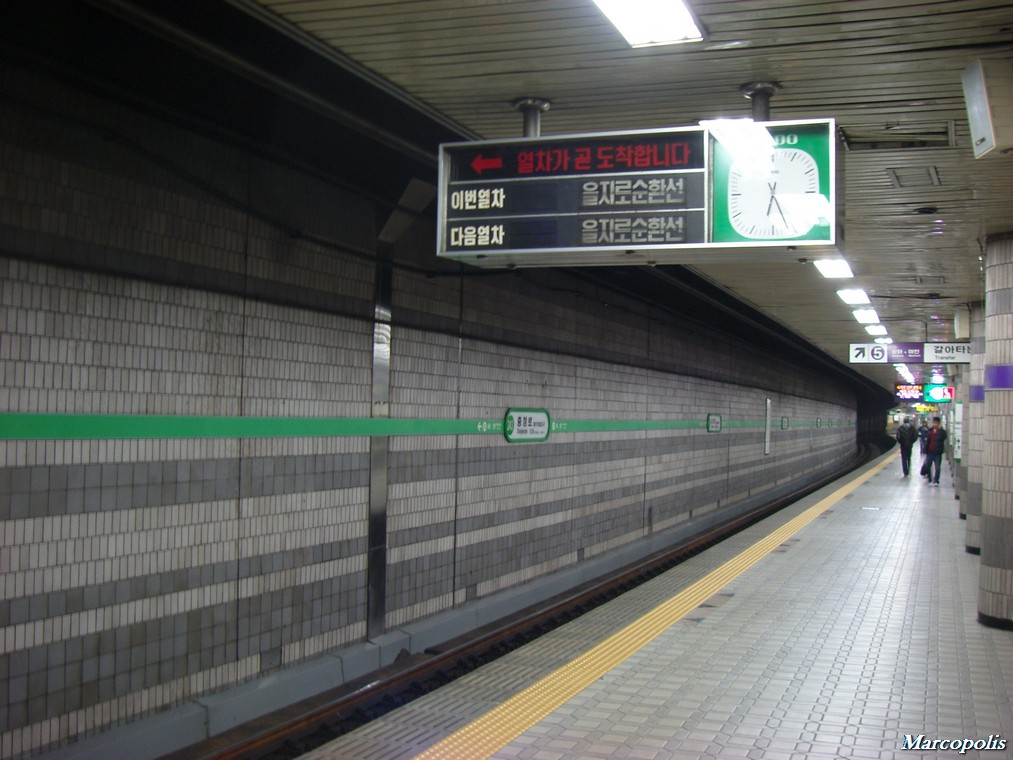
충정로역 1
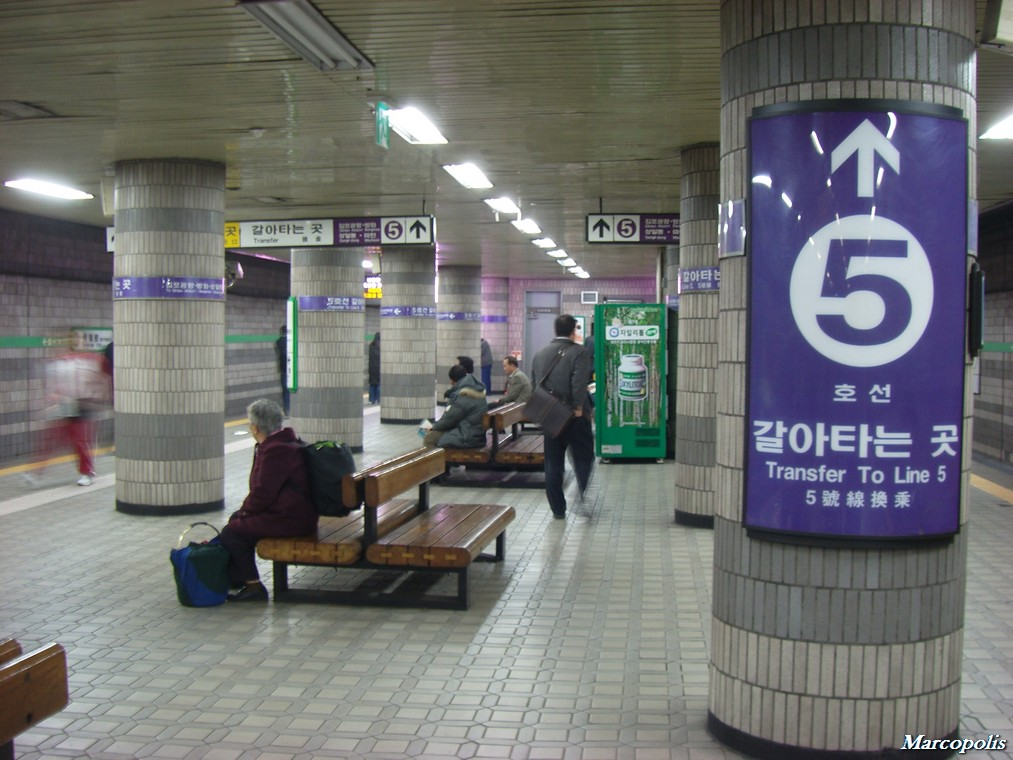
충정로역 2
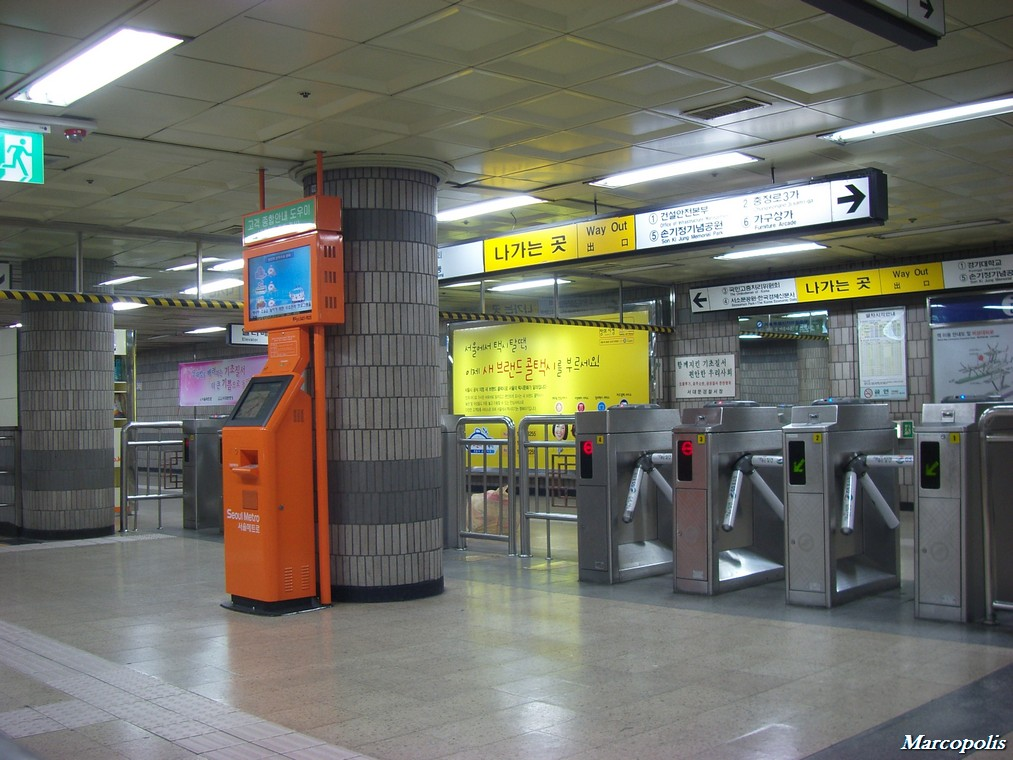
충정로역 3
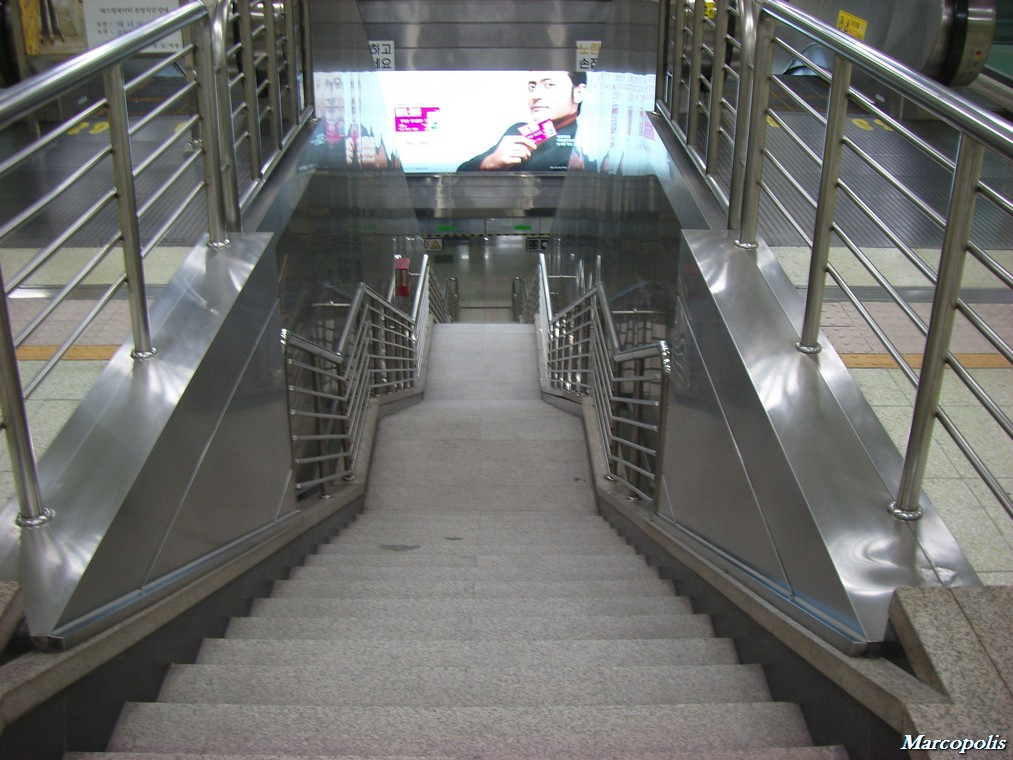
충정로역 4
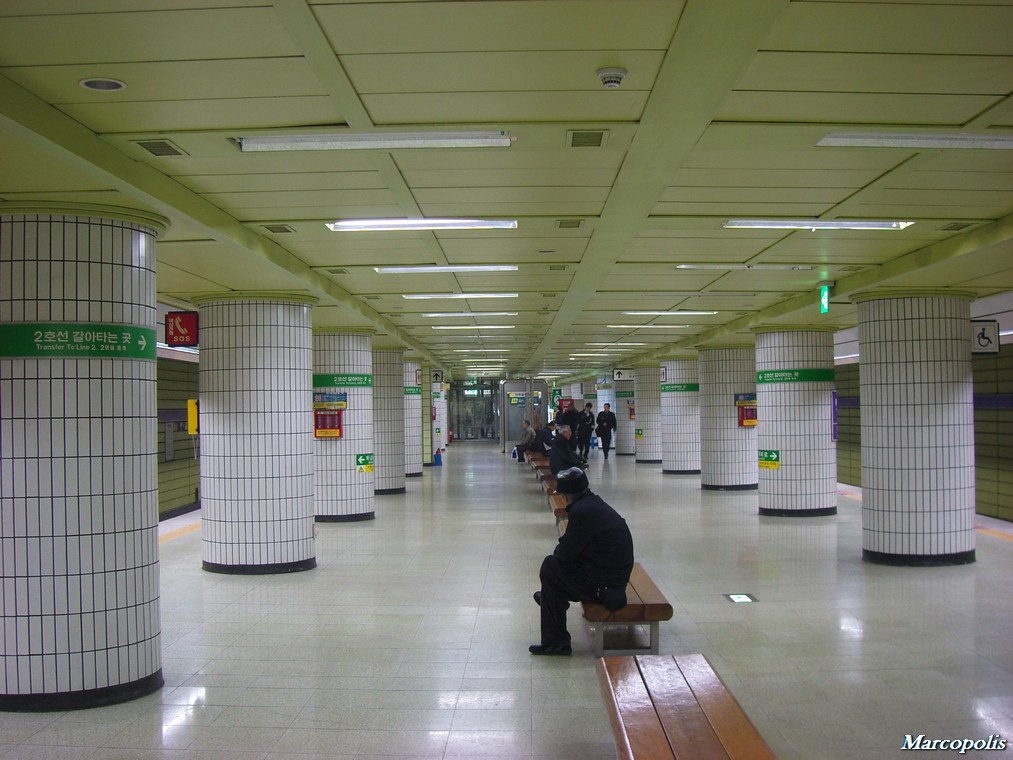
충정로역 5
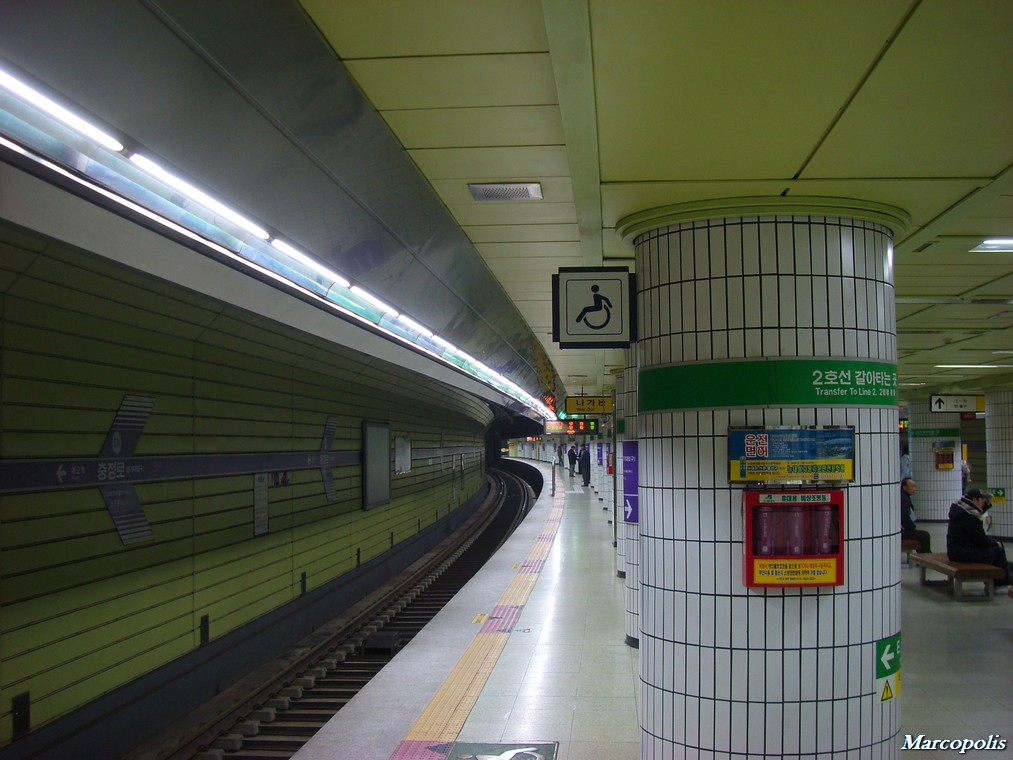
충정로역 6
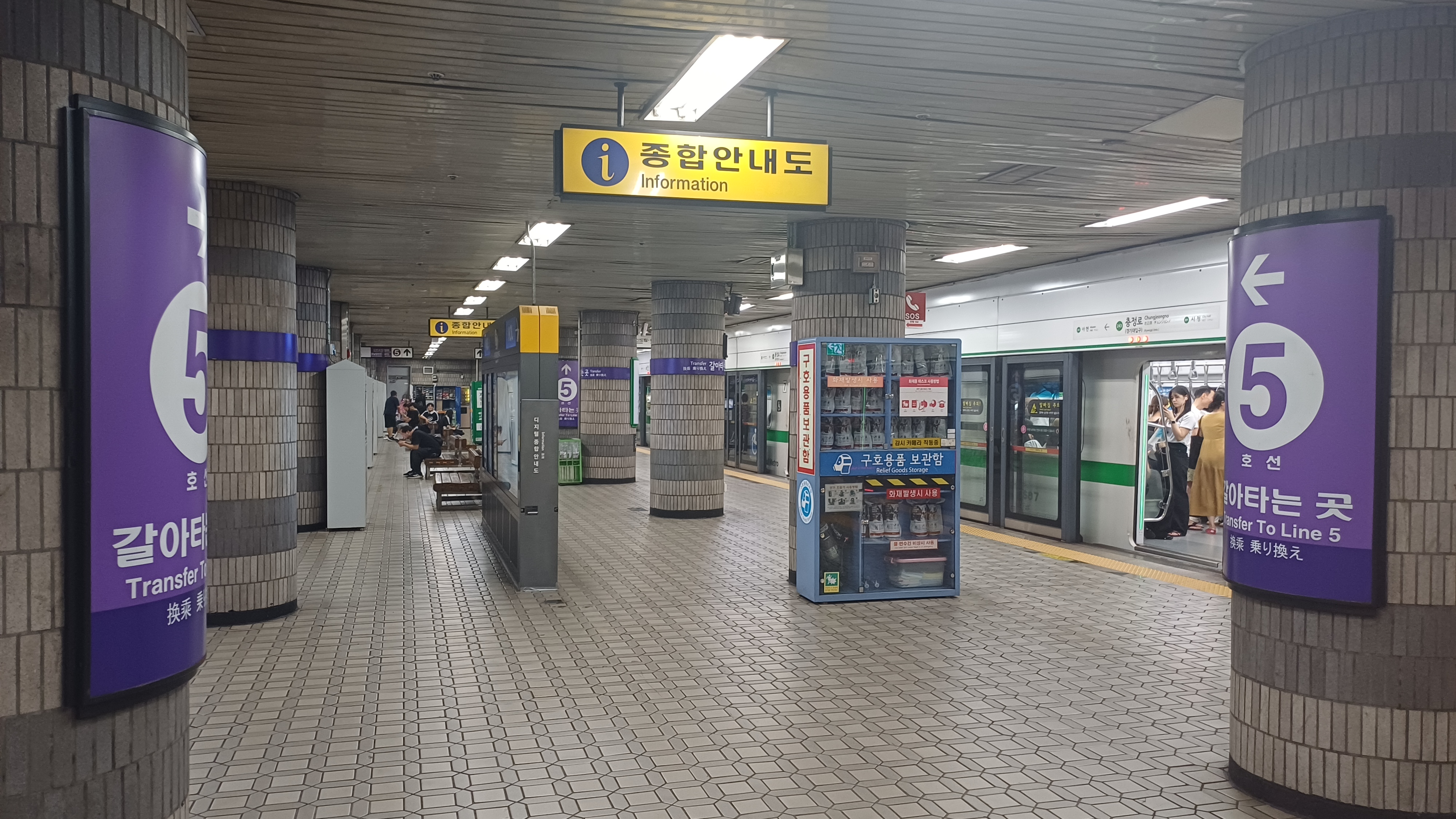
2호선 승강장
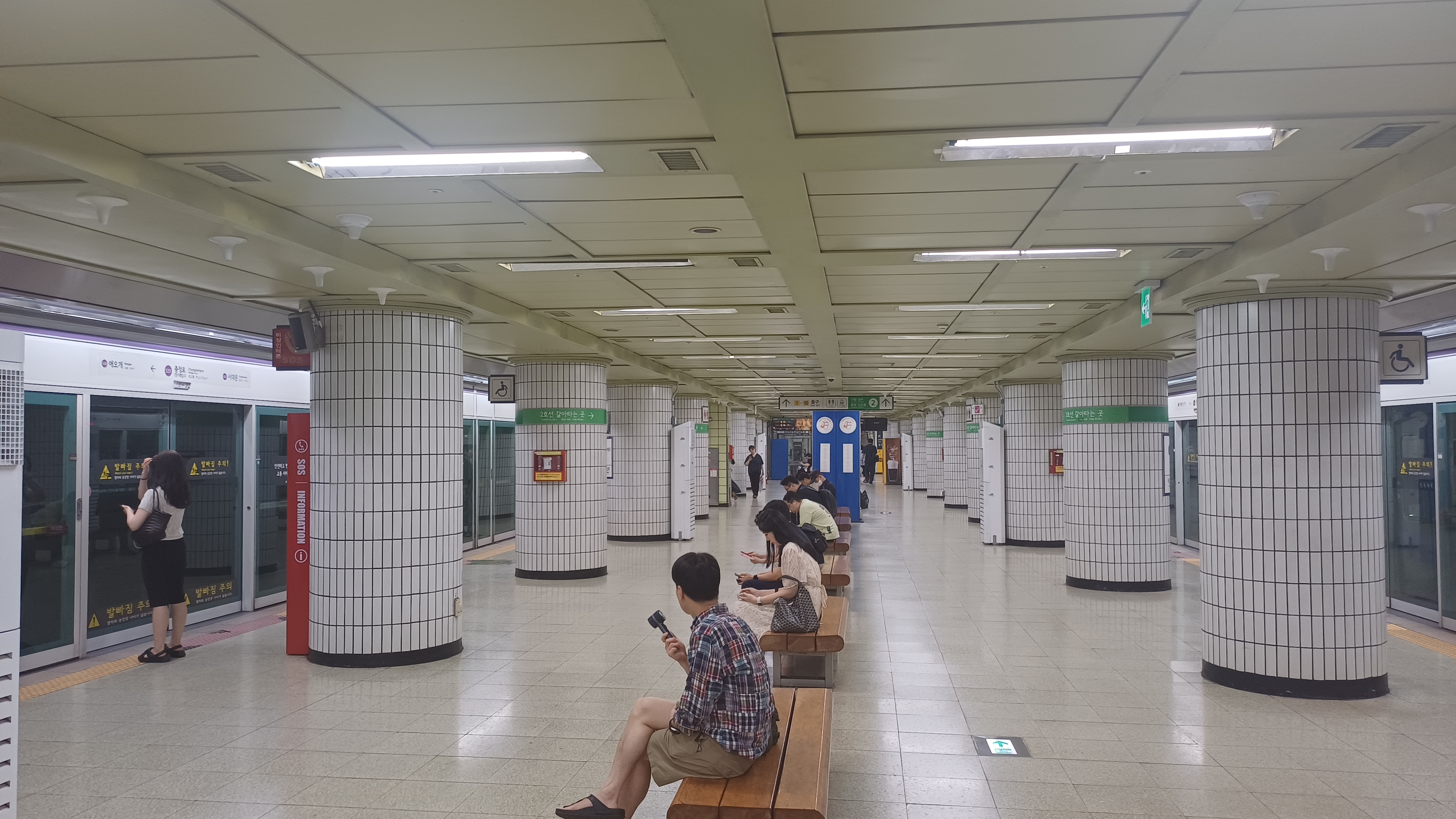
5호선 승강장

## 인접한 역
| 서울 지하철 2호선 을지로순환선 | 서울 지하철 2호선 을지로순환선 | 서울 지하철 2호선 을지로순환선    |
| ------------------------------ | ------------------------------ | --------------------------------- |
| 242 아현 외선 순환             | ● 서울 지하철 2호선            | 201 시청 내선 순환                |
| 서울 지하철 5호선 본선         |                                |                                   |
| 530 애오개 방화 방면           | ● 수도권 전철 5호선            | 532 서대문 하남검단산 · 마천 방면 |